# Gordon McCauley
Gordon McCauley, nacido el 9 de marzo de 1972 en Balclutha, es un ciclista neozelandés. Ganó el UCI Oceania Tour 2005-2006 gracias a sus victorias en el Tour de Southland y la carrera en línea de los Campeonatos de Oceanía de ciclismo al fin del año 2005.

## Palmarés
| 1996 - 2.º en el Campeonato de Nueva Zelanda en Ruta 1997 - Campeonato de Nueva Zelanda en Ruta - 2.º en el Campeonato de Nueva Zelanda Contrarreloj 2001 - Campeonato de Nueva Zelanda en Ruta 2002 - Campeonato de Nueva Zelanda Contrarreloj - Campeonato de Nueva Zelanda en Ruta - 1 etapa del Tour de Southland 2003 - Campeonato de Nueva Zelanda Contrarreloj - 1 etapa del Tour de Southland - Dwars door het Hageland 2004 - 2 etapas del Tour de Southland 2005 - Campeonato de Nueva Zelanda en Ruta - Tour de Southland - 2.º en el Campeonato de Nueva Zelanda Contrarreloj - Campeonato Oceánico Contrarreloj - Campeonato Oceánico en Ruta | 2006 - UCI Oceania Tour - 1 etapa del Tour de Southland 2007 - 3 etapas del Tour de Wellington - 2.º en el Campeonato de Nueva Zelanda Contrarreloj - 3.º en el Campeonato de Nueva Zelanda en Ruta - Campeonato Oceánico Contrarreloj 2008 - 1 etapa Tour de Wellington - 1 etapa del Tour de Southland - 3.º en el Campeonato de Nueva Zelanda Contrarreloj 2009 - Campeonato de Nueva Zelanda en Ruta - 1 etapa del Tour de Southland 2010 - Campeonato de Nueva Zelanda Contrarreloj |